# 三遊亭圓生

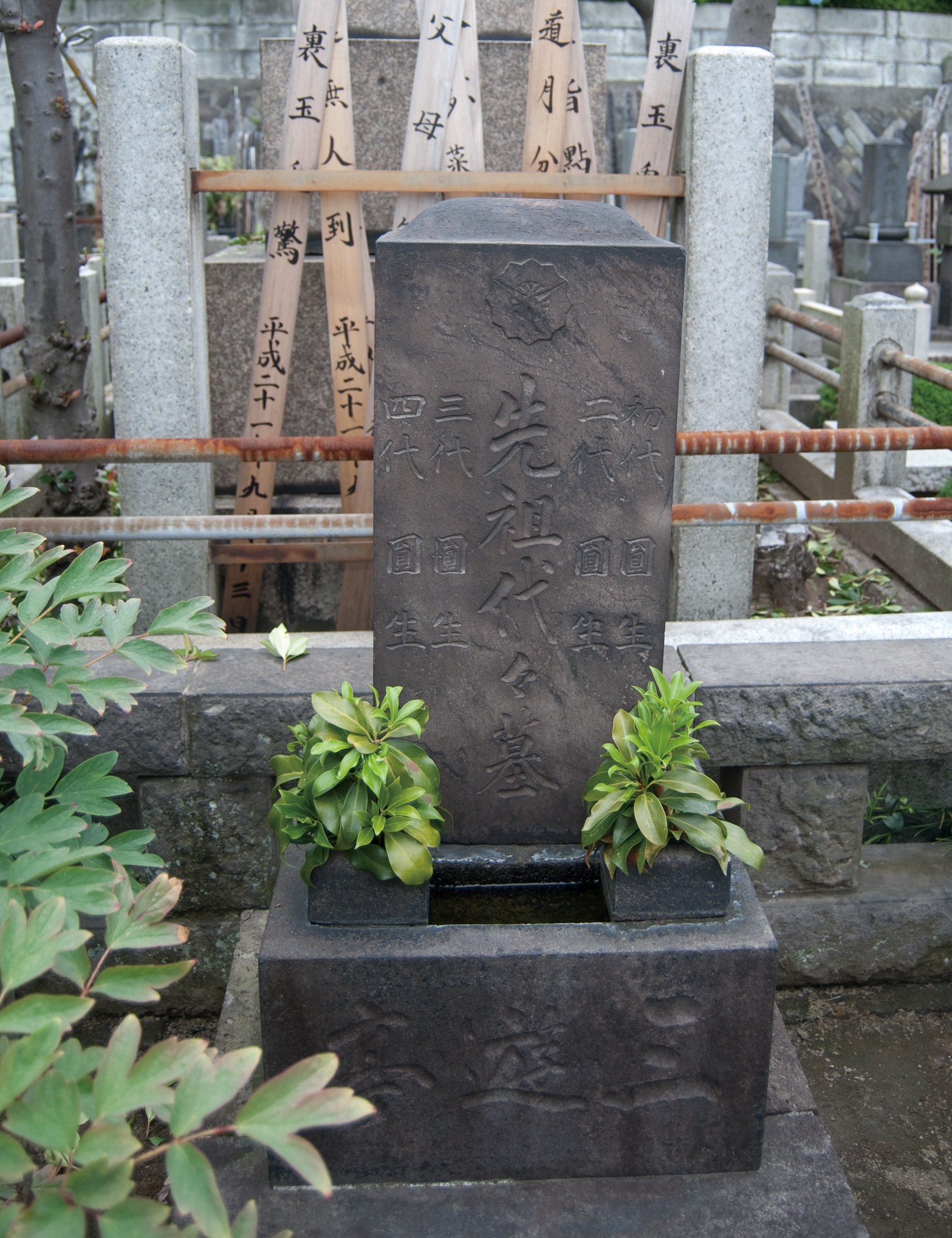
初代から4代目までの墓（全生庵）

三遊亭 圓生（さんゆうてい えんしょう）は、落語家の名跡の一つ。三遊派の流祖、本家にあたる大名跡。江戸・東京において古今の多くの落語家が名乗る「三遊亭」の亭号の源流である。
1979年に六代目が死去して以降、空き名跡となっている。新字体の「円生」とも表記される。
- 初代三遊亭圓生
- 二代目三遊亭圓生
- 三代目三遊亭圓生
- 四代目三遊亭圓生
- 五代目三遊亭圓生
- 六代目三遊亭圓生

## 2代目圓生襲名問題
なお、2代目圓生の名は、上記の初代立花家圓蔵と初代三遊亭圓太の間で争われた。結局圓蔵が勝ち、上記のような継承となったが、負けた圓太は悔しさのあまり、「新しい圓生」として「志ん生」と名乗った。ついでに古きも新しきも両方手がけることから亭号も「古今亭」とした。初代古今亭志ん生の誕生である。

## 7代目圓生襲名問題

### 三遊亭鳳楽・三遊亭圓丈・三遊亭圓窓
6代目死後、山崎はな（6代目圓生未亡人）、稲葉修、山本進、京須偕充、5代目三遊亭圓楽（6代目圓生の総領弟子）の連名により、この名跡は止め名となっていた。しかし、6代目の三十三回忌（2011年）を控えた2008年、5代目圓楽が総領弟子の三遊亭鳳楽に7代目圓生を襲名させる意向を示したことから、6代目の直弟子三遊亭圓丈、6代目門下の預かり弟子である6代目三遊亭圓窓も襲名争いに名乗り出る騒動となった。止め名の当事者にもかかわらず、独断で鳳楽の襲名を進めた5代目圓楽と弟弟子達の確執が原因であり、結局いずれも7代目を継ぐことなく収束した。今後、6代目の系譜にあたる若手の中から7代目を継がせるに足る者が出てくれば襲名の可能性はあるという。

#### 経緯
かねてから5代目圓楽は、鳳楽の大師匠で三遊派の大名跡「圓生」を鳳楽に継がせたい旨を明言していたが、5代目圓楽の病状が深刻になった2009年春、鳳楽以下円楽一門会幹部が集まり、6代目圓生三十三回忌の2011年を目処に「7代目圓生」を襲名する計画を話し合った。同年10月に5代目圓楽が亡くなるが、「お別れの会」席上で鳳楽は、6代目圓生の孫（次男の子息）1名から既に賛意を得ており、この孫以外の関係者にも2010年から改めて挨拶に回り、圓生の三十三回忌を目処に襲名したい旨、再度表明した。
これに対し、圓丈は2010年2月1日発売の雑誌『正論』3月号誌上での塚越孝との対談で「名跡は孫弟子ではなく圓生の直弟子が継ぐべき」と発言。公に鳳楽の7代目襲名に異を唱えると、自らも襲名に立候補、鳳楽に芸の上での直接対決を提案。鳳楽もこれに応じ、2010年3月17日には圓丈・鳳楽らの共演で「円生争奪杯」（浅草東洋館）が開催され、結論こそ出なかったものの、最後には和やかな座談会で締められた。
同年5月には、圓窓が落語協会に対し7代目圓生襲名の意向を報告した。同月17日、協会定例理事会で、襲名のため圓生の遺族との話し合いを行っていることを明らかにした。落語協会は、新聞の取材に対して「そう遠からずに（圓窓の襲名で）正式発表を行う可能性がある」とした。
その後、圓窓は、6代目圓生三十三回忌のおりに「留名（原文ママ）」として、圓生の長男が管理することになったと報告している。また、圓生の名を止め名にした一人の京須偕充は「とめ名に署名した立場ではっきり申し上げれば、とめ名は粗悪な圓生誕生の抑止効果までが役割で、拘束力などない」と書いている。
2015年9月3日、7代目襲名に名乗りを上げていた圓窓、圓丈、鳳楽の3人が、いずれも当面襲名する意思がないことを表明し、人選は白紙に戻った。この時の当事者であった圓丈は2021年11月に、圓窓は2022年9月15日に相次いで死去している。さらに鳳楽も2023年元旦に一門の集まりに姿を見せたのを最後に高座から引退状態にある。

### 6代目三遊亭円楽
2019年、鳳楽の弟弟子にあたる6代目三遊亭円楽（以下「円楽」）が著書『流されて円楽に 流れ着くか圓生に』（竹書房）の巻末で、圓生襲名への意欲を表明。その後も2019年6月、2021年8月、2022年8月に円楽やマネージャーの植野佳奈が「数年内に圓生襲名」への意欲を語り水面下で準備を進めていたが、円楽は襲名発表に至る前に2022年9月30日に死去した。円楽の圓生襲名の意志とその準備については、没後に春風亭小朝が書いた追悼文でも証言されている。円楽は、自らの襲名を40年以上継がれていない「圓生」の名を次世代につなげるためのショートリリーフと位置付けて動き、2022年1月には脳梗塞で倒れたが「寝たきりでも襲名する」という意志を周囲に示していた。
なお円楽は、2016年3月に出家した際には親交のあった住職から僧名として「楽峰圓生」、2022年9月に死去した際には同じ住職から戒名「泰通圓生上座」と、「圓生」の文字を使った名前を複数回つけてもらっている。
2022年10月26日、国立演芸場での「五代目円楽一門会 円楽を偲ぶ会」での6代目円楽追悼座談会で、三遊亭好楽が鳳楽・三遊亭圓橘（同時点での五代目円楽一門会会長）などがいる中で「必ず円楽も圓生も（円楽一門会の者に?）継がせます」と発言、その後2025年2月に好楽の長男である三遊亭王楽が七代目三遊亭円楽を襲名した。